# Isabel Carlota del Palatinado (1597-1660)
Isabel Carlota del Palatinado (Neumarkt in der Oberpfalz, 19 de noviembre de 1597-Crossen, 26 de abril de 1660) fue, por matrimonio, electora de Brandeburgo y duquesa de Prusia. Fue la madre del "Gran Elector" Federico Guillermo I de Brandeburgo.

## Biografía
Isabel Carlota era hija del príncipe elector Federico IV del Palatinado y de su esposa, Luisa Juliana de Orange-Nassau. Se casó el 24 de julio de 1616 en Heidelberg con Jorge Guillermo, quien tres años más tarde llegó a ser elector de Brandeburgo. El matrimonio era para unir políticamente las casas protestantes de Brandeburgo y del Palatinado.
El hermano de la joven princesa era Federico V del Palatinado, que como jefe de la Unión Protestante, también jugó un papel importante en la política nacional. Dado que éste fue propuesto después de la Revuelta bohemia en 1618 como rey de Bohemia, convirtiéndose en el rey de un invierno, hecho que desató la guerra de los Treinta Años. La situación empeoró en el Electorado de Brandeburgo.
Jorge Guillermo fue visto como débil e inconstante, así que Isabel Carlota garantizó la protección de su hermano en Küstrin, Brandeburgo, después de su primera expulsión de Bohemia. Brandeburgo estaba cada vez más en oposición a la familia imperial austríaca. En la corte, favoreció el partido protestante contra el partido proaustriaco.
Isabel Carlota fue importante asimismo por su papel de madre del futuro "Gran Elector" Federico Guillermo. Para su educación trajeron al tutor Juan Federico Kalkum, que tuvo una responsabilidad significativa. Ella acuñó la conciencia religiosa protestante del futuro gobernante. El hijo también tuvo más tarde un profundo afecto por su madre, lo que no era habitual generalmente en esa época.
Sus últimos años los pasó en su residencia de viuda en Crossen o Krosno, donde murió el 26 de abril de 1660, a los 62 años. Su tumba se encuentra en la cripta de los Hohenzollern en la Catedral de Berlín.

## Descendencia
De su matrimonio con Jorge Guillermo tuvo los siguientes hijos:
1. Luisa Carlota (3 de septiembre de 1617-18 de agosto de 1676), casada el 9 de octubre de 1645 con Jacobo Kettler (1610-1681), duque de Curlandia y Semigalia.
2. Federico Guillermo (6 de febrero de 1620-29 de abril de 1688), sucesor de su padre, que fue conocido como el “Gran Elector”. Durante el reinado de Federico Guillermo se crearon las bases de Prusia como potencia europea.
3. Eduvigis Sofía (14 de julio de 1623-26 de junio de 1683), casada el 19 de julio de 1649 con el landgrave Guillermo VI de Hesse-Kassel (1629-1663).
4. Juan Segismundo (25 de julio de 1624-30 de octubre de 1624).

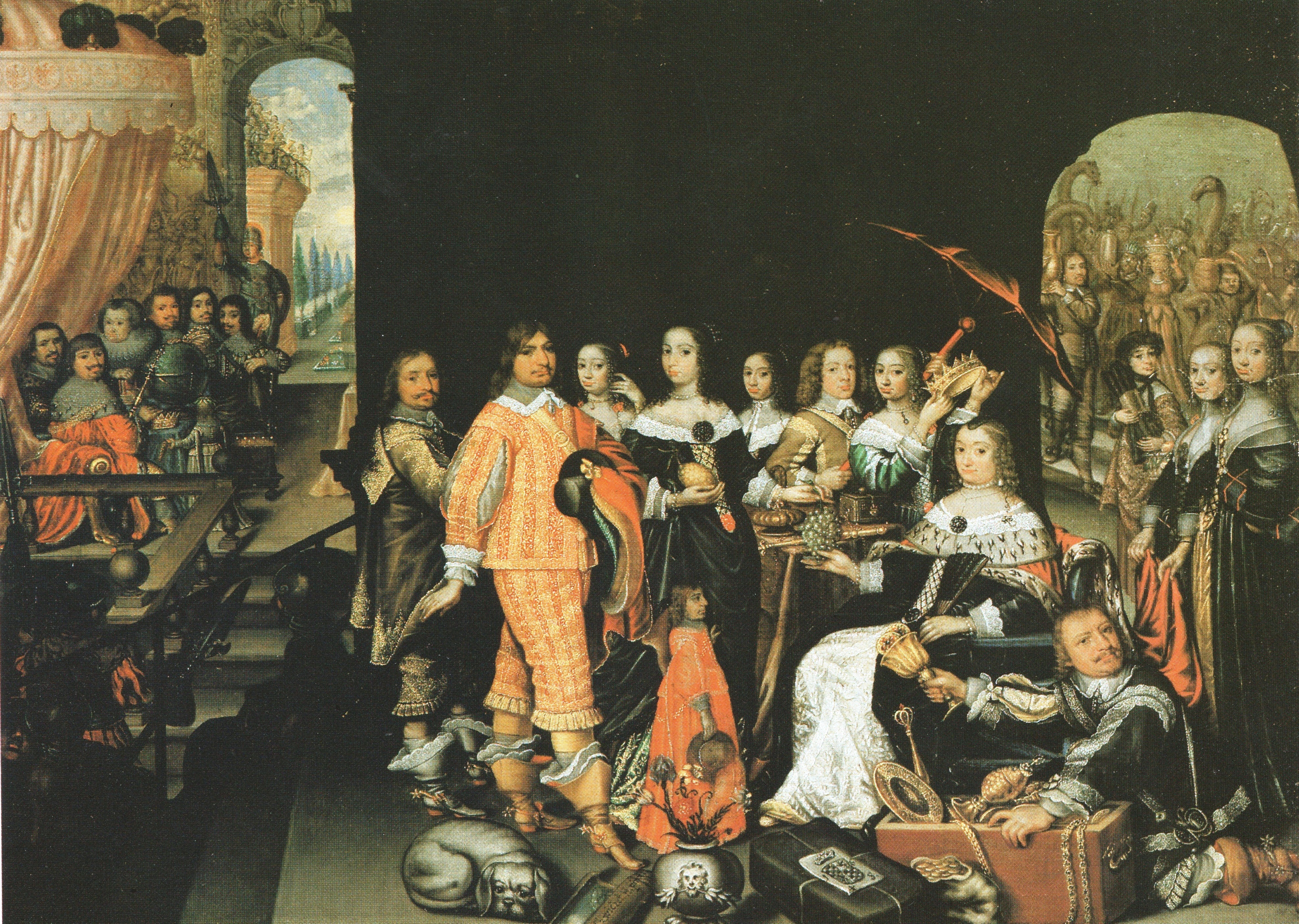
Isabel Carlota (derecha del trono) en la boda de su hijo, pintura de Matthias Czwiczek (c. 1650)